# 拟显柱乌头
拟显柱乌头（学名：Aconitum stylosoides），为毛茛科乌头属下的一个种。

## 扩展阅读
維基物種上的相關：拟显柱乌头